# Charles Yorke
För andra betydelser, se Charles Yorke (olika betydelser).
Charles Yorke, född 1722, död 1770, var en brittisk politiker. Han var son till Philip Yorke, 1:e earl av Hardwicke.
Charles Yorke utbildade sig vid Corpus Christi College, Universitetet i Cambridge, och var praktiserande advokat från 1745. Han var parlamentsledamot 1747-1763 och valdes in styrelsen för the Honourable East India Company 1751. Han utnämndes vidare till kungligt råd 1754 av Georg II av England. Han var även riksåklagare 1762-1763 och 1765-1766. Charles Yorke utnämndes, strax innan sin död, till lordkansler. 
Han gifte sig första gången 1755 med Katharine Freeman, andra gången 1762 med Agneta Johnston.

## Barn
- Philip Yorke, 3:e earl av Hardwicke (1757-1834), gift med Lady Elizabeth Scot Lindsay (1763-1858)
- Lady Caroline Yorke (d. 1818), gift med John Eliot, Earl of St. Germans
- Rt. Hon. Charles Philip Yorke (1764-1834), gift med Harriott Manningham
- Hon. Sir Joseph Sidney Yorke, viceamiral , (1768-1831), gift 1:o med Elizabeth Weake Rattray (d.1812). Gift 2:o 1813 med Lady Urania Anne Paulet (1767-1843)